# Tan White
LaTanya „Tan” Chantella White (ur. 27 września 1982 w Tupelo) – amerykańska koszykarka występująca na pozycjach rzucającej lub niskiej skrzydłowej, obecnie zawodniczka Çankaya Üniversitesi Ankara.

## Osiągnięcia
Na podstawie, o ile nie zaznaczono inaczej.

### NCAA
- Uczestniczka:
  - rozgrywek II rundy turnieju NCAA (2002, 2003)
  - meczu gwiazd WBCA Challenge Game (2005)
- Laureatka Frances Pomeroy Naismith Award (2005)
- Najlepsza:
  - nowo przybyła zawodniczka SEC (2002 według Associated Press)
  - pierwszoroczna zawodniczka NCAA (2002 według Basketball Times)
- Zaliczona do:
  - składu Kodak All-American (2005)
  - I składu:
    - najlepszych zawodniczek pierwszorocznych NCAA (2002 przez WomensCollegeHoops.com, Basketball Times)
    - SEC (2003, 2004)

  - II składu:
    - All-America (2005 przez Associated Press)
    - SEC (2002)

  - składu honorable mention All-American (2003 przez WomensCollegeHoops.com)
- Liderka:
  - strzelczyń NCAA (2005)
  - wszech czasów konferencji SEC w liczbie przechwytów (372)

### WNBA
- Zaliczona do I składu debiutantek WNBA (2005)

### Drużynowe
- Mistrzyni:
  - Turcji (2006)
  - Łotwy (2008, 2010)
- Wicemistrzyni Polski (2007)
- Zdobywczyni:
  - pucharu:
    - Turcji (2006)
    - Polski (2007)

  - superpucharu Turcji (2006)

### Indywidualne
(* – nagrody przyznane przez eurobasket.com)
- MVP:
  - ligi łotewskiej (2008, 2010)*
  - kolejki FGE (9, 2. ćwierćfinały – 2006/2007)[3][4]
- Najlepsza zawodniczka*:
  - zagraniczna ligi łotewskiej (2008, 2010)
  - występująca na pozycji obronnej ligi łotewskiej (2008, 2010)
- Zaliczona do*:
  - I składu:
    - ligi:
      - tureckiej (2006)
      - łotewskiej (2008, 2010)

    - zawodniczek zagranicznych ligi:
      - tureckiej (2006)
      - łotewskiej (2008)
      - EEWBL (2017)

  - honorable mention:
    - Eurocup (2016)
    - ligi tureckiej (2014, 2016)
    - EEWBL (2017)
- Uczestniczka meczu gwiazd ligi tureckiej (2006)